# 14821 Motaeno
14821 Motaeno è un asteroide della fascia principale. Scoperto nel 1982, presenta un'orbita caratterizzata da un semiasse maggiore pari a 2,2853589 UA e da un'eccentricità di 0,1130048, inclinata di 3,57342° rispetto all'eclittica.